# Риисе, Бьорн Хельге
Бьорн Хе́льге Сему́ндсеф Ри́исе (норв. Bjørn Helge Semundseth Riise; род. 21 июня 1983[…], Олесунн, Мёре-ог-Ромсдал) — норвежский футболист, центральный полузащитник, главный тренер резервной команды «Стабека». Выступал за сборную Норвегии.

## Карьера

### Клубная карьера

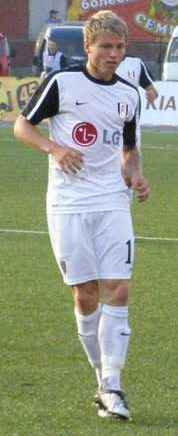
В составе «Фулхэма»

С 2000 года Бьорн Хельге выступал за норвежский футбольный клуб «Олесунн». Во время выступления за команду у игрока было несколько предложений из Англии, в том числе и от клубов «Манчестер Сити» и «Кардифф Сити», но «Олесунн» не отпустил футболиста. В январе 2003 года контракт с игроком заключил льежский «Стандард». В 2004 году Риисе был отдан в аренду «Брюсселю». Летом 2005 года футболист вернулся в Норвегию, подписав контракт с «Лиллестрёмом», сроком на 3,5 года. В июле 2009 года футболист подписал контракт с английским футбольным клубом «Фулхэм». 30 июля, в матче Кубка УЕФА с литовской «Ветрой» (3:0), Риисе дебютировал в составе «дачников». В сезоне 2009/10, когда командой руководил Рой Ходжсон, игрок имел постоянную игровую практику. Но после прихода на пост главного тренера команды Марка Хьюза, Риисе перестал попадать в основной состав, из-за чего был отдан в аренду в «Шеффилд Юнайтед». 26 сентября 2011 года заключил арендное соглашение с «Портсмутом». 28 июля 2012 года Бьорн Хельге подписал контракт с «Лиллестрёмом».

### Международная карьера
Выступал за молодёжную сборную Норвегии. С 2006 года является игроком первой сборной Норвегии. Первый гол за национальную команду забил 17 октября 2007 года в ворота сборной Боснии и Герцеговины, в матче квалификации к Евро-2008.

## Семья
Старший брат — Йон Арне Риисе, рекордсмен сборной Норвегии по футболу по сыгранным матчам, выступал за «Фулхэм», в котором братья некоторое время играли вместе.
Бьорн Хельге женат. Имеет двоих сыновей — Ноа и Филлипа.

## Статистика

### Матчи Риисе за сборную Норвегии
| Матчи Риисе за сборную Норвегии | Матчи Риисе за сборную Норвегии | Матчи Риисе за сборную Норвегии | Матчи Риисе за сборную Норвегии | Матчи Риисе за сборную Норвегии | Матчи Риисе за сборную Норвегии |
| ------------------------------- | ------------------------------- | ------------------------------- | ------------------------------- | ------------------------------- | ------------------------------- |
| №                               | Дата                            | Соперник                        | Счёт                            | Голы Риисе                      | Соревнование                    |
| 1                               | 15 ноября 2006                  | Сербия                          | 1:1                             | —                               | Товарищеский матч               |
| 2                               | 2 июня 2007                     | Мальта                          | 4:0                             | —                               | Чемпионат Европы 2008 (отбор)   |
| 3                               | 6 июня 2007                     | Венгрия                         | 4:0                             | —                               | Чемпионат Европы 2008 (отбор)   |
| 4                               | 22 августа 2007                 | Аргентина                       | 2:1                             | —                               | Товарищеский матч               |
| 5                               | 8 сентября 2007                 | Молдова                         | 1:0                             | —                               | Чемпионат Европы 2008 (отбор)   |
| 6                               | 12 сентября 2007                | Греция                          | 2:2                             | —                               | Чемпионат Европы 2008 (отбор)   |
| 7                               | 17 октября 2007                 | Босния и Герцеговина            | 2:0                             | 1                               | Чемпионат Европы 2008 (отбор)   |
| 8                               | 17 ноября 2007                  | Турция                          | 1:2                             | —                               | Чемпионат Европы 2008 (отбор)   |
| 9                               | 21 ноября 2007                  | Мальта                          | 4:1                             | —                               | Чемпионат Европы 2008 (отбор)   |
| 10                              | 11 октября 2008                 | Шотландия                       | 0:0                             | —                               | Чемпионат мира 2010 (отбор)     |
| 11                              | 19 ноября 2008                  | Украина                         | 0:1                             | —                               | Товарищеский матч               |
| 12                              | 11 февраля 2009                 | Германия                        | 1:0                             | —                               | Товарищеский матч               |
| 13                              | 28 марта 2009                   | ЮАР                             | 1:2                             | —                               | Товарищеский матч               |
| 14                              | 1 апреля 2009                   | Финляндия                       | 3:2                             | —                               | Товарищеский матч               |
| 15                              | 6 июня 2009                     | Македония                       | 0:0                             | —                               | Чемпионат мира 2010 (отбор)     |
| 16                              | 10 июня 2009                    | Нидерланды                      | 0:2                             | —                               | Чемпионат мира 2010 (отбор)     |
| 17                              | 12 августа 2009                 | Шотландия                       | 4:0                             | —                               | Чемпионат мира 2010 (отбор)     |
| 18                              | 5 сентября 2009                 | Исландия                        | 1:1                             | —                               | Чемпионат мира 2010 (отбор)     |
| 19                              | 9 сентября 2009                 | Македония                       | 2:1                             | —                               | Чемпионат мира 2010 (отбор)     |
| 20                              | 10 октября 2009                 | ЮАР                             | 1:0                             | —                               | Товарищеский матч               |
| 21                              | 3 марта 2010                    | Словакия                        | 1:0                             | —                               | Товарищеский матч               |
| 22                              | 2 июня 2010                     | Украина                         | 0:1                             | —                               | Товарищеский матч               |
| 23                              | 11 августа 2010                 | Франция                         | 2:1                             | —                               | Товарищеский матч               |
| 24                              | 3 сентября 2010                 | Исландия                        | 2:1                             | —                               | Чемпионат Европы 2012 (отбор)   |
| 25                              | 7 сентября 2010                 | Португалия                      | 1:0                             | —                               | Чемпионат Европы 2012 (отбор)   |
| 26                              | 8 октября 2010                  | Кипр                            | 2:1                             | —                               | Чемпионат Европы 2012 (отбор)   |
| 27                              | 17 ноября 2010                  | Ирландия                        | 2:1                             | —                               | Товарищеский матч               |
| 28                              | 9 февраля 2011                  | Польша                          | 0:1                             | —                               | Товарищеский матч               |
| 29                              | 26 марта 2011                   | Дания                           | 1:1                             | —                               | Чемпионат Европы 2012 (отбор)   |
| 30                              | 4 июня 2011                     | Португалия                      | 0:1                             | —                               | Чемпионат Европы 2012 (отбор)   |
| 31                              | 7 июня 2011                     | Литва                           | 1:0                             | —                               | Товарищеский матч               |
| 32                              | 7 сентября 2012                 | Исландия                        | 0:2                             | —                               | Чемпионат мира 2014 (отбор)     |
| 33                              | 11 сентября 2012                | Словения                        | 2:1                             | —                               | Чемпионат мира 2014 (отбор)     |
| 34                              | 8 января 2013                   | ЮАР                             | 1:0                             | —                               | Товарищеский матч               |
| 35                              | 12 января 2013                  | Замбия                          | 0:0                             | —                               | Товарищеский матч               |

Итого: 35 матчей / 1 гол; 20 побед, 7 ничьих, 8 поражений.

## Достижения
- Финалист Лиги Европы УЕФА: 2010